# 前田凛
前田 凛（まえだ りん、2005年9月8日 - ）は、愛媛県出身の、日本の柔道選手。階級は70kg級。

## 経歴
三間中学2年の時に全国中学校柔道大会70㎏級で3位になった。比叡山高校へ進むと、2年の時に金鷲旗で1年先輩の本田万結などとともに活躍して2位となった。インターハイでは個人戦78㎏級で3位、団体戦では2位になった。全国高校選手権の無差別では2位となった。3年の時にはインターハイで優勝した。2024年に環太平洋大学へ進学すると、全日本ジュニアで優勝した。世界ジュニアの個人戦では5位だったが、団体戦で優勝した。優勝大会と体重別団体はともに決勝で東海大学に敗れて2位だった。講道館杯では3位だった。グランドスラム・東京では準決勝でJR東日本の寺田宇多菜に敗れるも3位になった。グランドスラム・タシケントでは決勝で地元ウズベキスタンのフルシダ・ラゾクベルディエワを内股で破るなどオール一本勝ちして、IJFワールド柔道ツアー初優勝を飾った。2年の時には体重別の初戦で敗れた。優勝大会ではチームの優勝に貢献した。ワールドユニバーシティゲームズでは決勝で地元ドイツのサミラ・ボックを縦四方固で破るなど、オール一本勝ちで優勝した。団体戦では決勝のフランス戦で一本勝ちするなど全勝して、チームの優勝に貢献した。
IJF世界ランキングは1252ポイント獲得で86位(25/7/20現在)。

## 戦績
- 2019年 -　全国中学校柔道大会 個人戦 3位
- 2022年 -　金鷲旗 2位
- 2022年 -　インターハイ 個人戦 3位(78㎏級)、団体戦 2位
- 2023年 -　全国高校選手権 2位(無差別)
- 2023年 -　インターハイ 個人戦 優勝、団体戦 2位
- 2023年　- 全日本ジュニア 3位
- 2024年 -　ベルギー国際 ジュニアの部 2位、オープンの部 優勝
- 2024年 -　優勝大会 2位
- 2024年　- 全日本ジュニア 優勝
- 2024年 -　世界ジュニア 個人戦 5位、団体戦 優勝
- 2024年 -　体重別団体 2位
- 2024年 - 講道館杯 3位
- 2024年 - グランドスラム・東京 3位
- 2025年 - グランドスラム・タシケント　優勝
- 2025年 -　優勝大会　優勝
- 2025年 - ワールドユニバーシティゲームズ　個人戦　優勝　団体戦　優勝

(出典JudoInside.com)